# Рогозный, Зиновий Захарович
Зиновий Захарович Рогозный (27 апреля [10 мая] 1901, Орша — 12 января 1990, Киев) — советский военный деятель, Генерал-майор (1940 год).

## Начальная биография
Родился в Орше, в еврейской семье.

## Военная служба

### Гражданская война
В апреле 1919 года был призван в ряды РККА и направлен красноармейцем в 1-й ударный Коммунистический батальон, а в августе — на учёбу на Смоленские курсы комсостава, после окончания которых в декабре был назначен на должность начальника связи батареи в составе 2-го легкоартиллерийского дивизиона. В апреле 1920 года был направлен в сводный тяжёлый гаубичный артиллерийский дивизион (45-я стрелковая дивизия), где был назначен на должность начальника связи батареи, а затем — на должность командира взвода, находясь на которых, принимал участие в боевых действиях на Западном фронте.

### Межвоенное время
В декабре 1920 года был направлен на учёбу на курсы комсостава 14-й армии, после окончания которых в апреле 1921 года продолжил служить в составе 45-й стрелковой дивизии (14-й стрелковый корпус, Украинский военный округ) на должностях командира взвода и помощника командира артиллерийской батареи 45-го гаубичного артиллерийского дивизиона, командира учебного взвода артиллерийской школы, с июня 1922 года — на должностях командира взвода, помощника командира и командира артиллерийской батареи этой же дивизии, а с октября 1924 года — на должностях начальника полковой школы и командира дивизиона 45-го лёгкого артиллерийского полка.
В октябре 1925 года был направлен на учёбу на артиллерийские курсы усовершенствования командного состава, дислоцированные в городе Детское Село, которые закончил в сентябре 1926 года. Член ВКП(б) с 1926 года.
В феврале 1928 года был назначен на должность командира батареи в Одесской артиллерийской школе. В октябре того же года был направлен на учёбу в Военную академию имени М. В. Фрунзе, после окончания которой в мае 1931 года был назначен на должность начальника штаба 14-го корпусного артиллерийского полка, в ноябре того же года — на должность начальника 2-го сектора Управления начальника артиллерии Украинского военного округа, а в феврале 1932 года — на должность начальника артиллерии Управления начальника работ № 99 того же округа.
В ноябре 1934 года был направлен на учёбу на оперативный факультет Военной академии имени М. В. Фрунзе, после окончания которого в июне 1935 года был назначен на должность начальника артиллерии 45-й стрелковой дивизии, в октябре 1936 года — на должность начальника 1-го отделения 1-го отдела штаба артиллерии Киевского военного округа, а с января 1938 года исполнял должность начальника артиллерии сначала 81-й, затем 15-й стрелковых дивизий этого же округа. В апреле был назначен на должность начальника окружных курсов младших лейтенантов артиллерии Киевского военного округа, а с января 1939 года вновь исполнял должность начальника артиллерии 81-й стрелковой дивизии.
В августе 1939 года Рогозный был назначен на должность начальника штаба 15-го стрелкового корпуса, после чего принимал участие в боевых действиях во время похода в Западную Украину и советско-финской войны.

### Великая Отечественная война
С началом войны находился на прежней должности. Корпус принимал участие в боевых действиях в районе городов Ковель и Коростень.
22 июля был назначен на должность командира 64-го стрелкового корпуса, который вёл оборонительные боевые действия на подступах к Киеву в районе города Васильков. 26 августа был назначен на должность начальника штаба 40-й армии, в феврале 1943 года — на должность начальника штаба, а затем — на должность заместителя командующего 69-й армией, которая вела боевые действия в районе Харькова и Полтавы.
В июне 1943 года был назначен на должность командира 48-го стрелкового корпуса, который принимал участие в ходе Ясско-Кишинёвской наступательной операции, а также в освобождении городов Валки, Знаменка и Яссы. В январе 1945 года корпус принимал участие в ходе наступательных боевых действий по прорыву сандомирского плацдарма, а в феврале — по прорыву одерского плацдарма. К 20 апреля 294-я стрелковая дивизия, входившая в состав корпуса, заняла город Вейсенберг, но в ходе контратак противника попала в окружение. За неорганизованный и преждевременный вывод дивизии без учёта обстановки и условий для такой операции был отстранен от занимаемой должности, после чего был направлен в распоряжение Военного совета 1-го Украинского фронта.

### Послевоенная карьера
После окончания войны находился в распоряжении Главного управления кадров НКО и в январе 1946 года был назначен на должность начальника Управления боевой и физической подготовки Южной группы войск, в январе 1948 года — на должность начальника отдела боевой подготовки, а с апреля исполнял должность командующего Отдельной механизированной армией.
С октября 1948 года находился в распоряжении главнокомандующего Сухопутных войск и в феврале 1949 года был назначен на должность начальника отдела боевой и физической подготовки Северокавказского военного округа, а в июле — на эту же должность в Донском военном округе.
В феврале 1951 года был назначен на должность начальника военной кафедры Киевского государственного университета, но в должность не вступил и приказ о назначении был отменен. В сентябре того же года был назначен на должность начальника кафедры военных дисциплин военно-медицинского факультета Саратовского медицинского института.
В ноябре 1954 года вышел в запас. Умер 12 января 1990 года в Киеве.

## Награды
- Орден Ленина (21.02.1945);
- Пять орденов Красного Знамени (7.04.1940, 6.11.1941, 27.08.1943, 3.11.1944, 30.04.1954);
- Орден Суворова 2 степени (6.04.1945);
- Орден Богдана Хмельницкого 2 степени (13.09.1944);
- Два ордена Отечественной войны 1 степени (28.04.1943, 11.03.1985);
- Медали.
- знак «50 лет пребывания в КПСС»

## Воинские звания
- Майор (5 февраля 1936 года);
- Полковник (17 февраля 1938 года);
- Генерал-майор (4 июня 1940 года).